# アジサイ寺

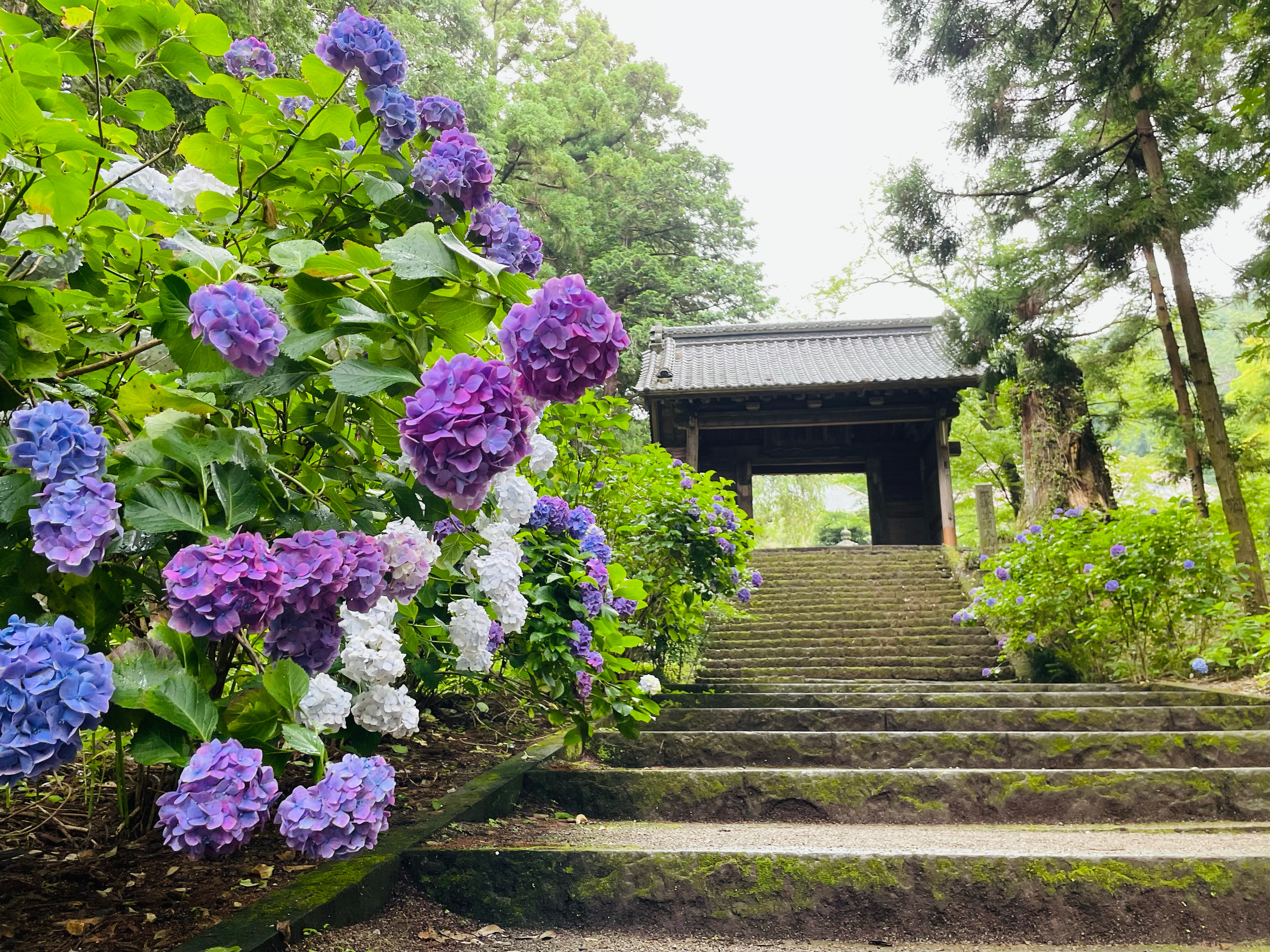
大中寺（栃木県栃木市）

アジサイ寺または紫陽花寺（アジサイでら、アジサイじ）は、日本各地に点在する、境内にアジサイの花を多く植えている寺院の愛称である。

## 概要
アジサイの咲く梅雨の頃は気温の変化が激しい時期であるため、医療の発達していない時代には多くの病人や病死者が出た。そのために、寺によっては死人に手向ける花とも呼ばれている。
過去に流行病等があった地区の寺に多く植えられていた。医学の発展で流行病による死者が減った後も、アジサイが挿し木などで容易に栽培できること、書画等でその美しさが目を引くことなどにより、日本全国の多くの寺で植えられるようになった。梅雨時の古寺に彩りを添えるため、観光の目玉にもなるところも多くなった。
ハナショウブの開花時期と重なるため、寺によっては菖蒲も同時に鑑賞することが出来る。アジサイを多く植えている所ではアジサイ祭等と呼ばれる祭事を開催しているところがある。祭りには茶道のお点前や寺の古い書物なども披露する寺があるなど、寺と文化を味わう絶好の機会でもある。

## 全国のアジサイ寺（アジサイ祭の行われる寺）

### 北海道
- 浄土真宗本願寺派 大法山明善寺（岩内郡共和町南幌似83）

### 東北
- 岩手県
  - 龍口山天台寺（岩手県二戸市）
- 秋田県
  - 八葉山雲昌寺（秋田県男鹿市）
- 宮城県
  - 慈雲山資福寺（仙台市・北山）
- 山形県

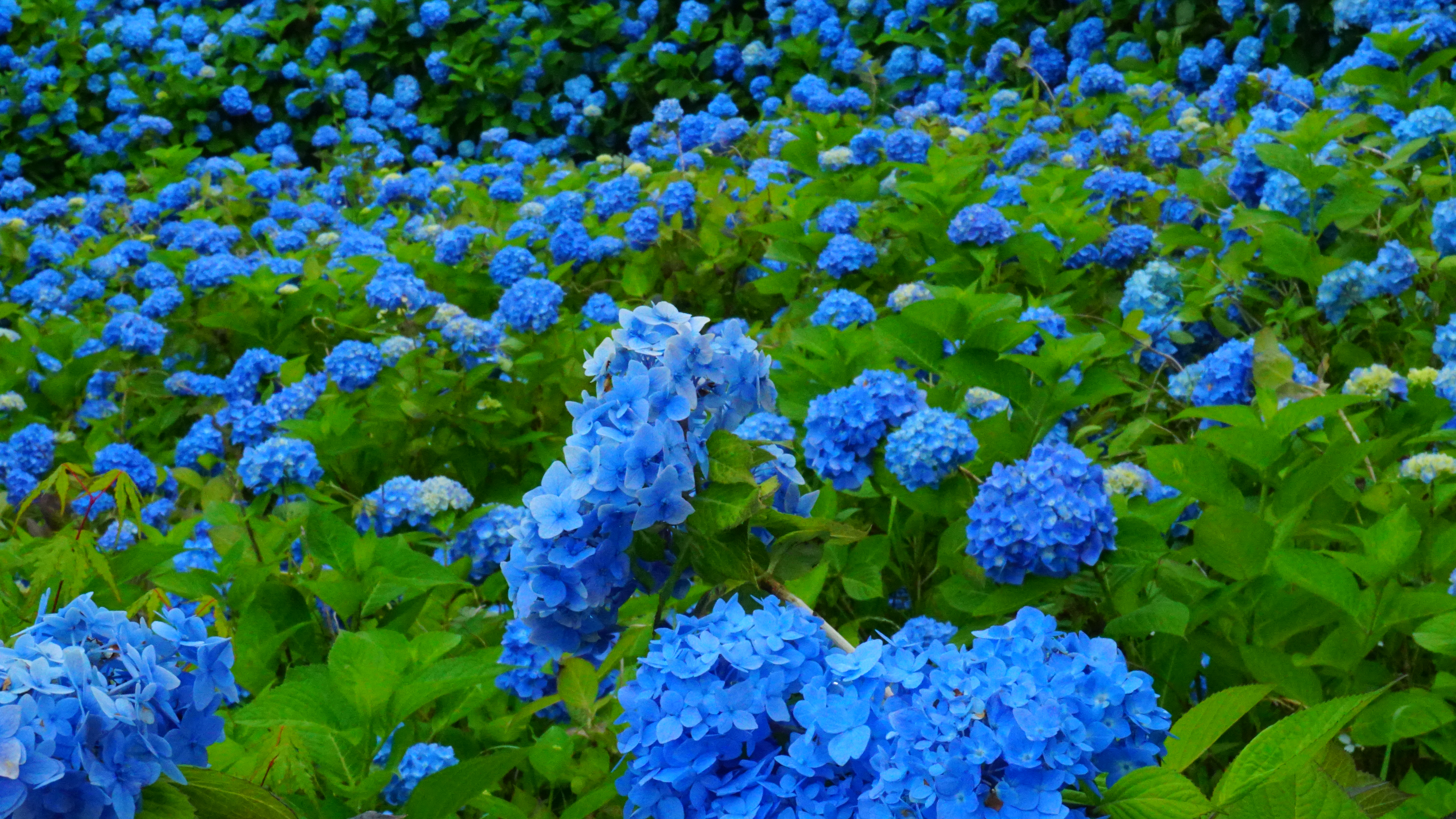
雲昌寺

  - 真言宗醍醐派 五台山文殊堂（出塩文殊堂） 良向寺（山形市村木沢）
  - 真言宗豊山派 笹野観音堂 長命山幸徳院笹野寺（米沢市）
- 福島県
  - 護法山 高林寺（二本松市）

### 関東

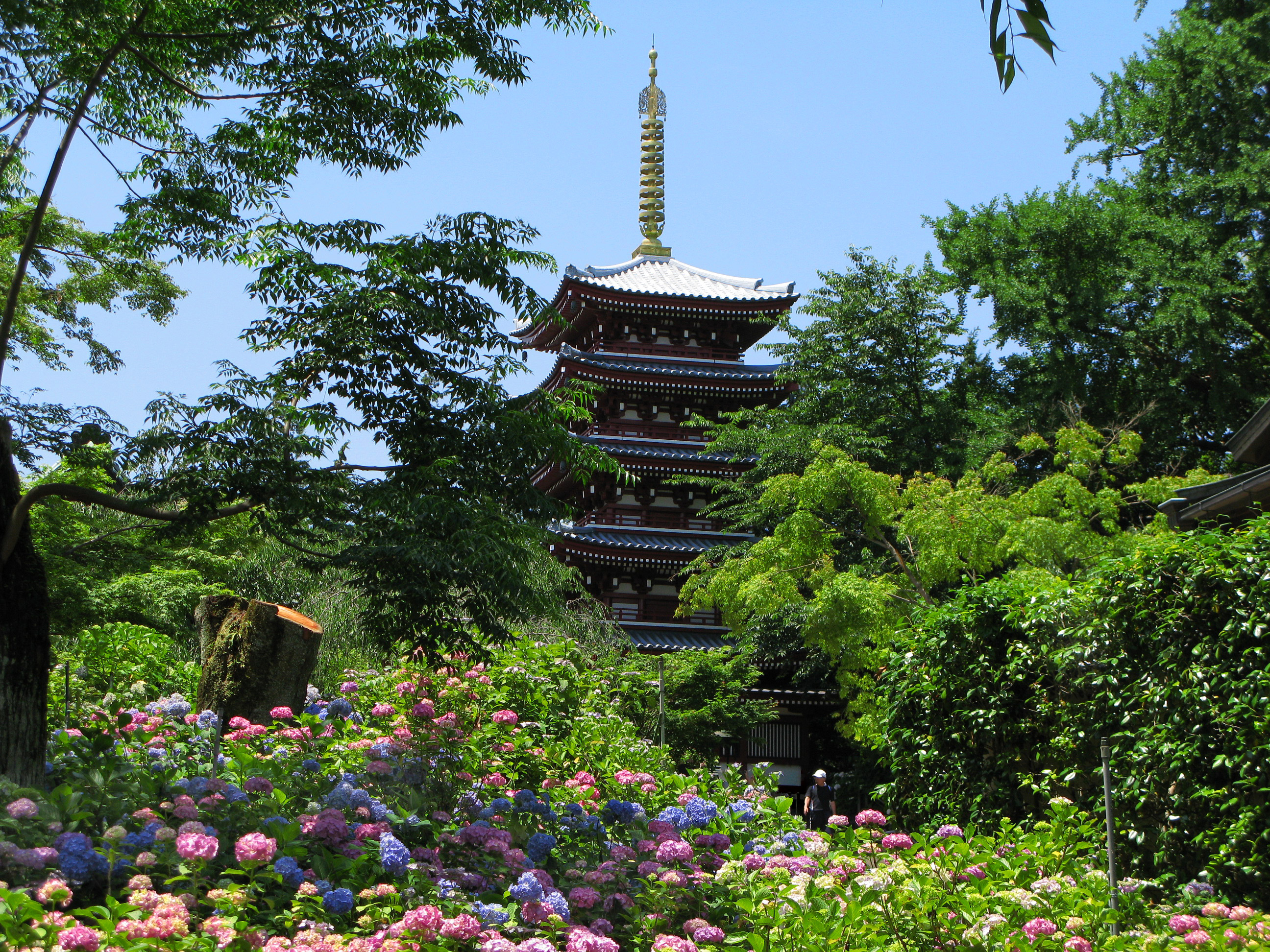
本土寺

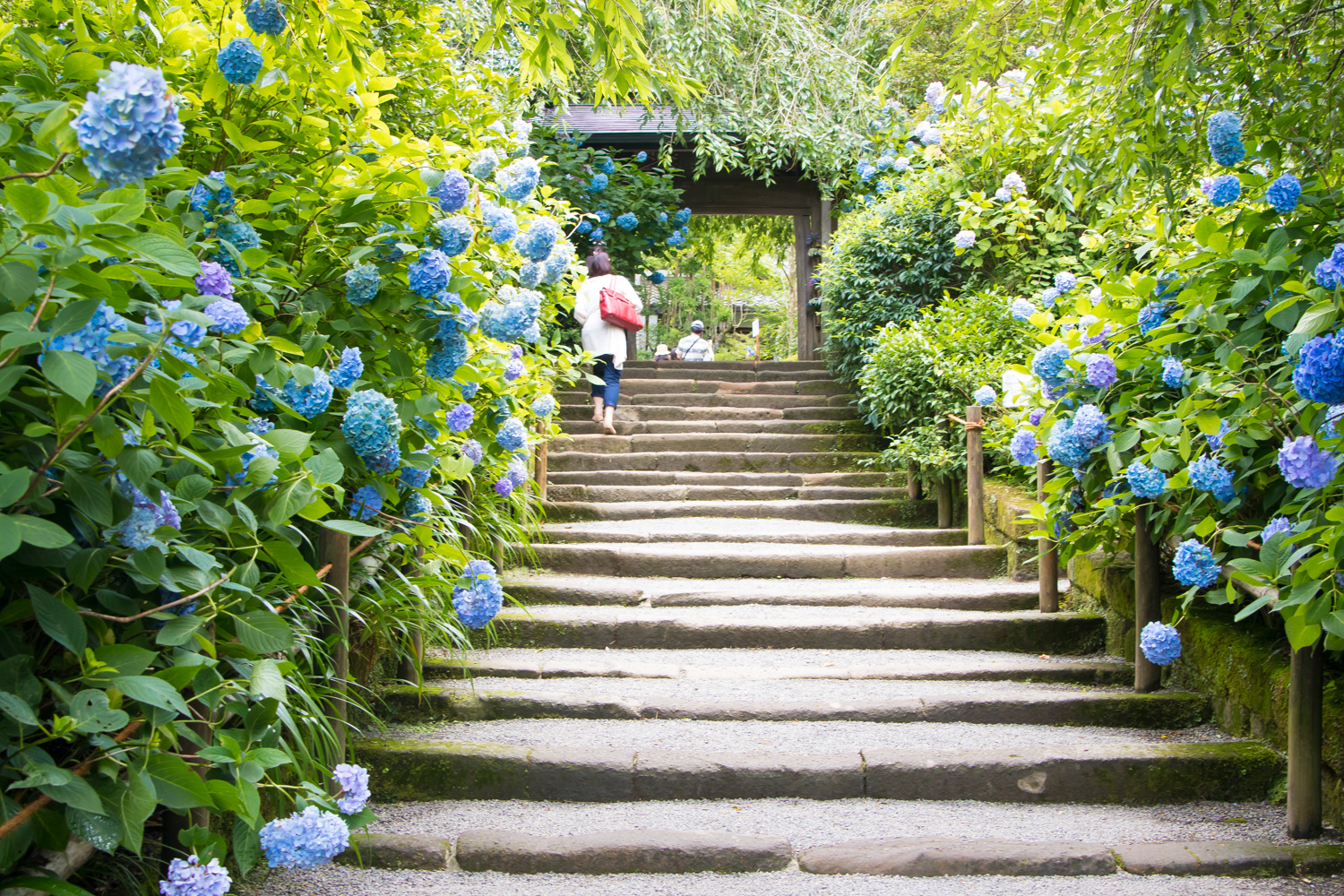
明月院

- 山梨県
  - 妙法寺（南巨摩郡富士川町）
- 茨城県
  - 楽法寺（雨引観音）（桜川市）
  - 二本松寺（潮来市）
- 千葉県
  - 本土寺（松戸市平賀）
  - 妙法生寺（夷隅郡大多喜町麻綿原）
  - 真野寺（南房総市久保）
  - 日運寺（南房総市）
- 神奈川県
  - 明月院（鎌倉市）
  - 長谷寺（鎌倉市）
  - 成就院（鎌倉市）
  - 妙楽寺（川崎市多摩区）
  - 浄慶寺（川崎市麻生区）
- 埼玉県
  - 保安寺（熊谷市）
  - 能護寺（熊谷市）
  - 金泉寺（比企郡嵐山町）

### 中部
- 新潟県
  - 小比叡山蓮華峰寺（佐渡市）[3]

- 石川県
  - 和住山平等寺（鳳珠郡能登町）[4]
- 長野県
  - 赤木山弘長寺（松本市）

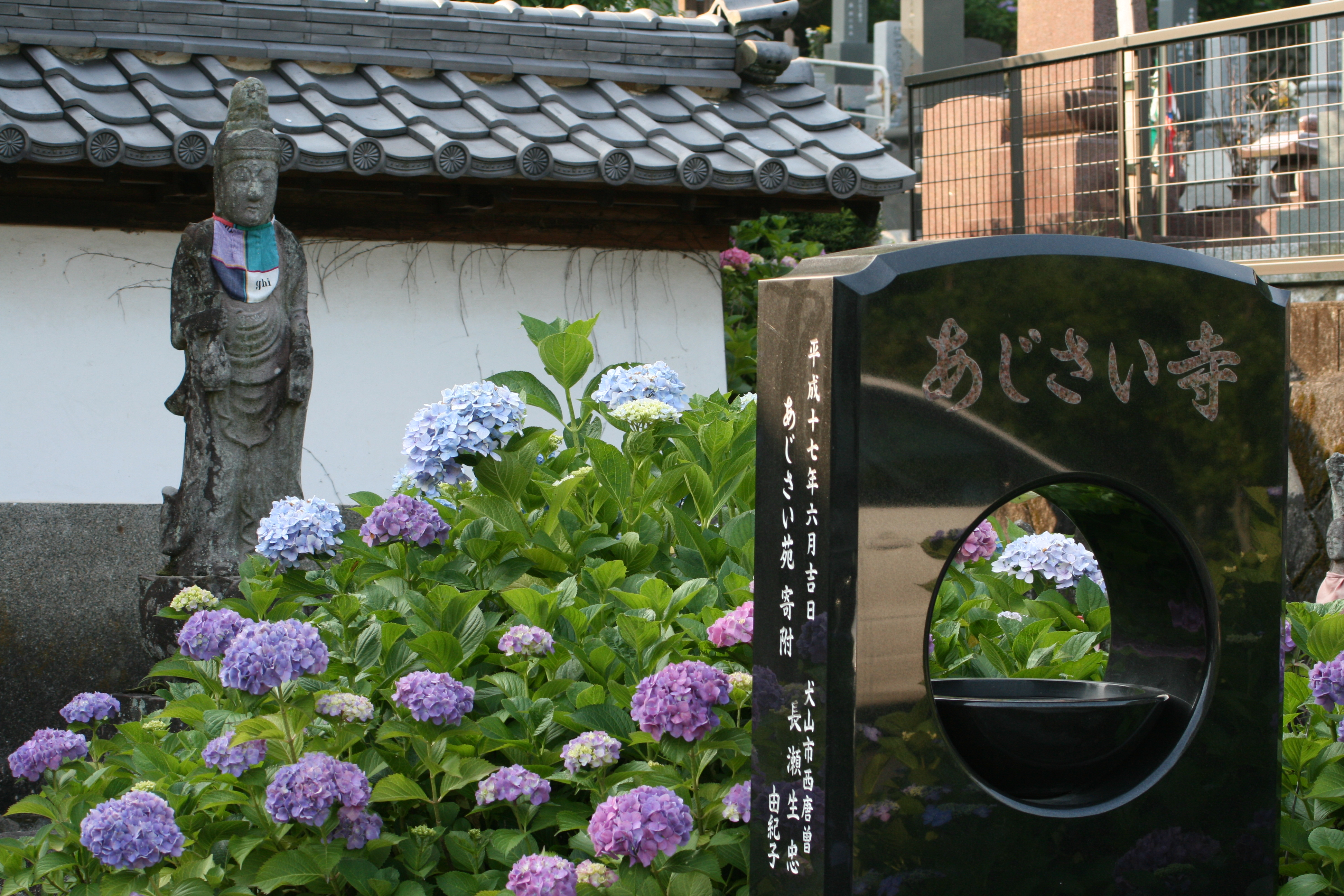
大泉寺山門

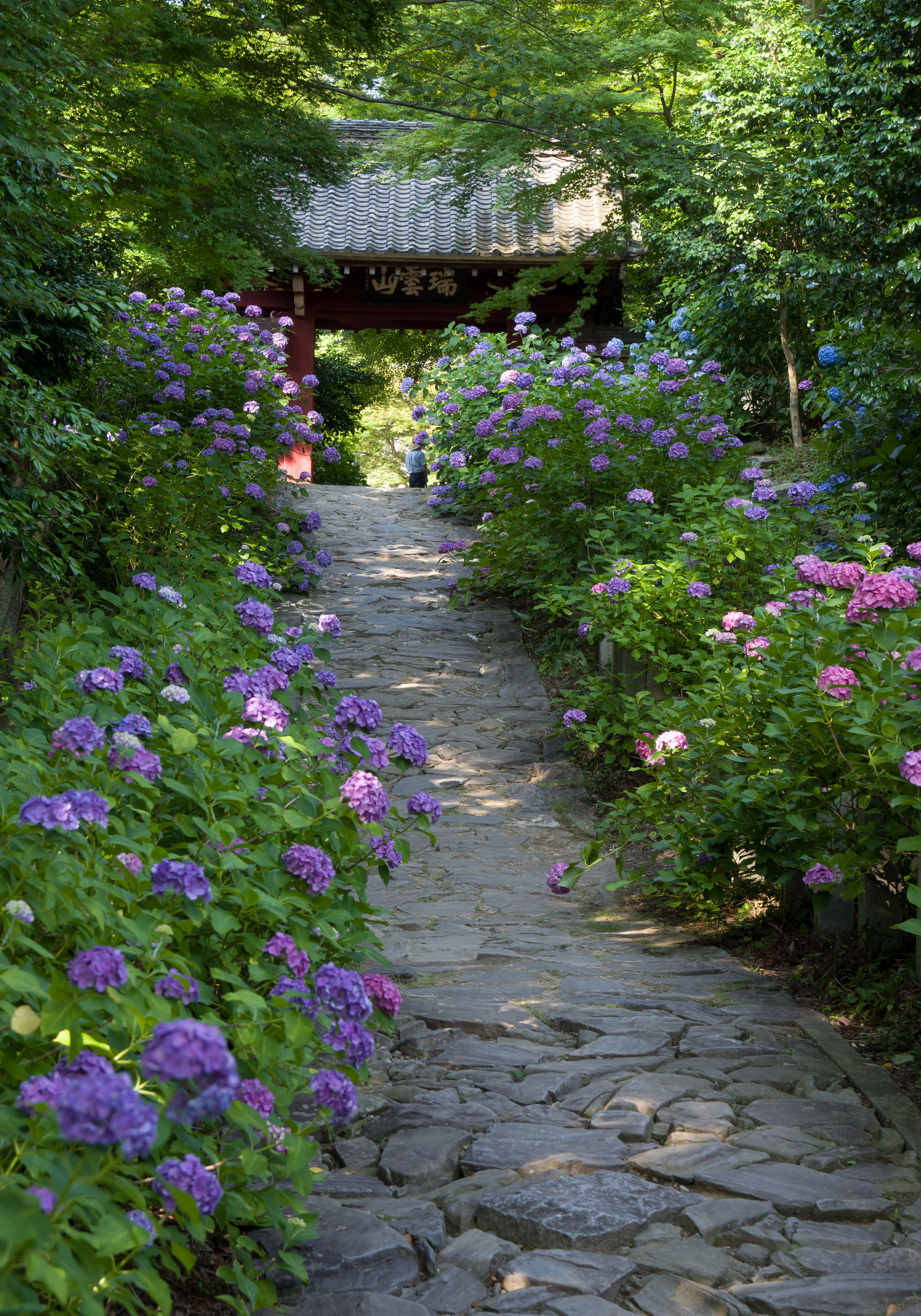
本光寺

  - 塩沢山（塩澤山、鹽澤山）法船寺（松本市内田） – 真言宗智山派。もとは金峯山牛伏寺（ごふくじ）の末寺[5]
  - 感応山深妙寺（伊那市西春近小出三区） – 日蓮宗、開山当初は権現信仰・密教[6][7]
  - 三嶋山高源院（飯山市豊田） – 曹洞宗[8][9]
- 静岡県
  - 白梅山本勝寺（掛川市川久保）[10]
  - 実谷山極楽寺（周智郡森町一宮）[11]
- 岐阜県
  - 龍王山三光寺（山県市富永）[12]
- 愛知県
  - 大塚山性海寺（稲沢市）
  - 瑞雲山本光寺（額田郡幸田町）
  - 補陀落山大泉寺（犬山市栗栖）
  - 正眼山安穏寺（愛知県丹羽郡扶桑町）
- 三重県
  - 勝峰山兜率院金剛證寺（伊勢市）
  - 法雨山大慈寺（志摩市（英虞郡）大王町波切）[13]
  - 丹生大師 女人高野山 丹生山神宮寺成就院（三重県多気郡多気町）
  - 日朝山弥勒寺（名張市）

### 近畿
- 京都府
  - 補陀洛山観音寺（福知山市）
  - 明星山三室戸寺（宇治市菟道）
  - 魚山三千院（京都市大原）
  - 高雄山報恩院岩船寺（木津川市）
  - 立願山楊谷寺（長岡京市）
- 大阪府
  - 金泉山慈昌院長慶寺（泉南市）
- 兵庫県
  - 栢谷山西林寺（西脇市）
  - 祥雲山頼光寺（川西市）
  - 萬年山円通寺（豊岡市）
- 奈良県

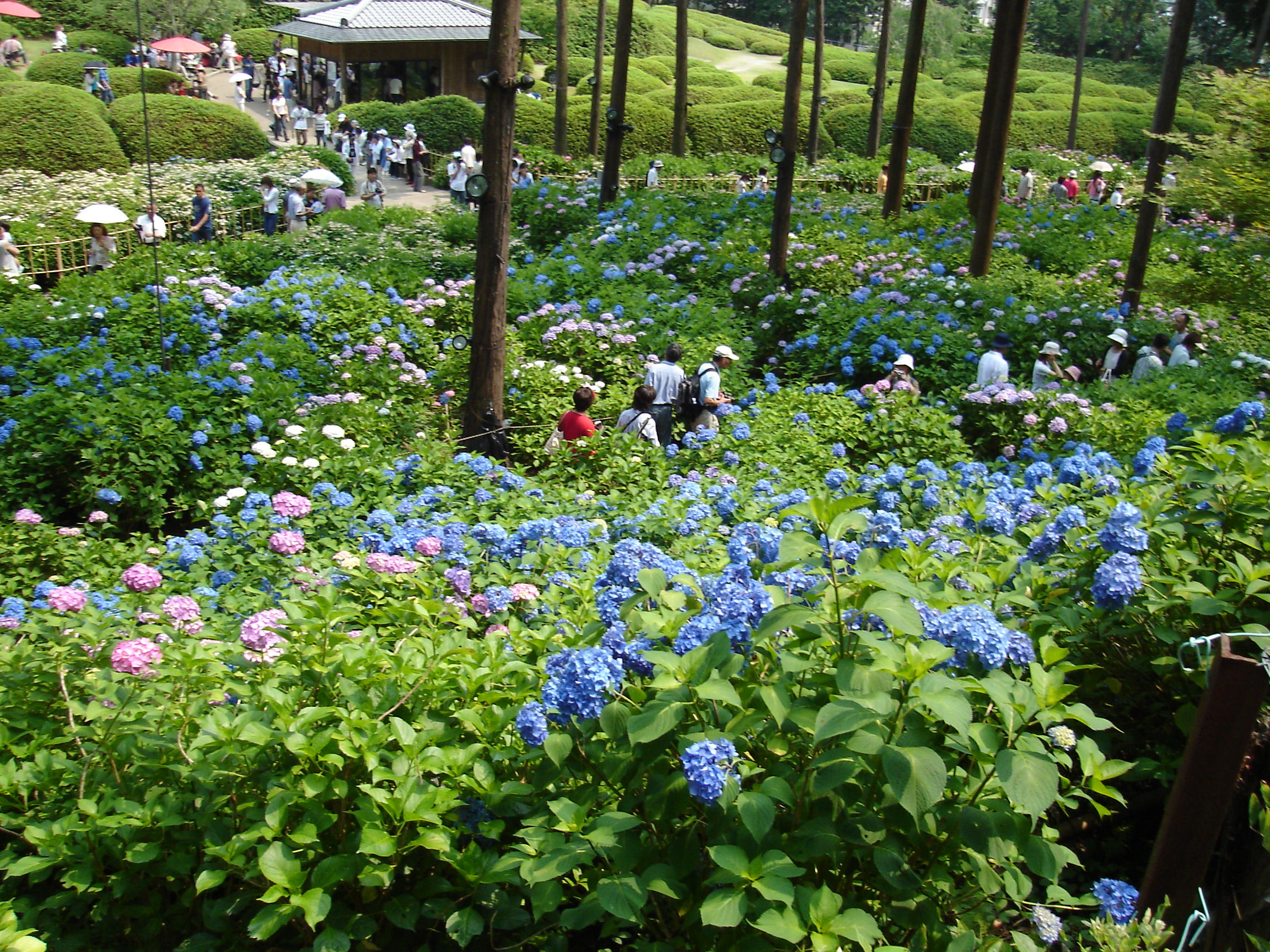
三室戸寺

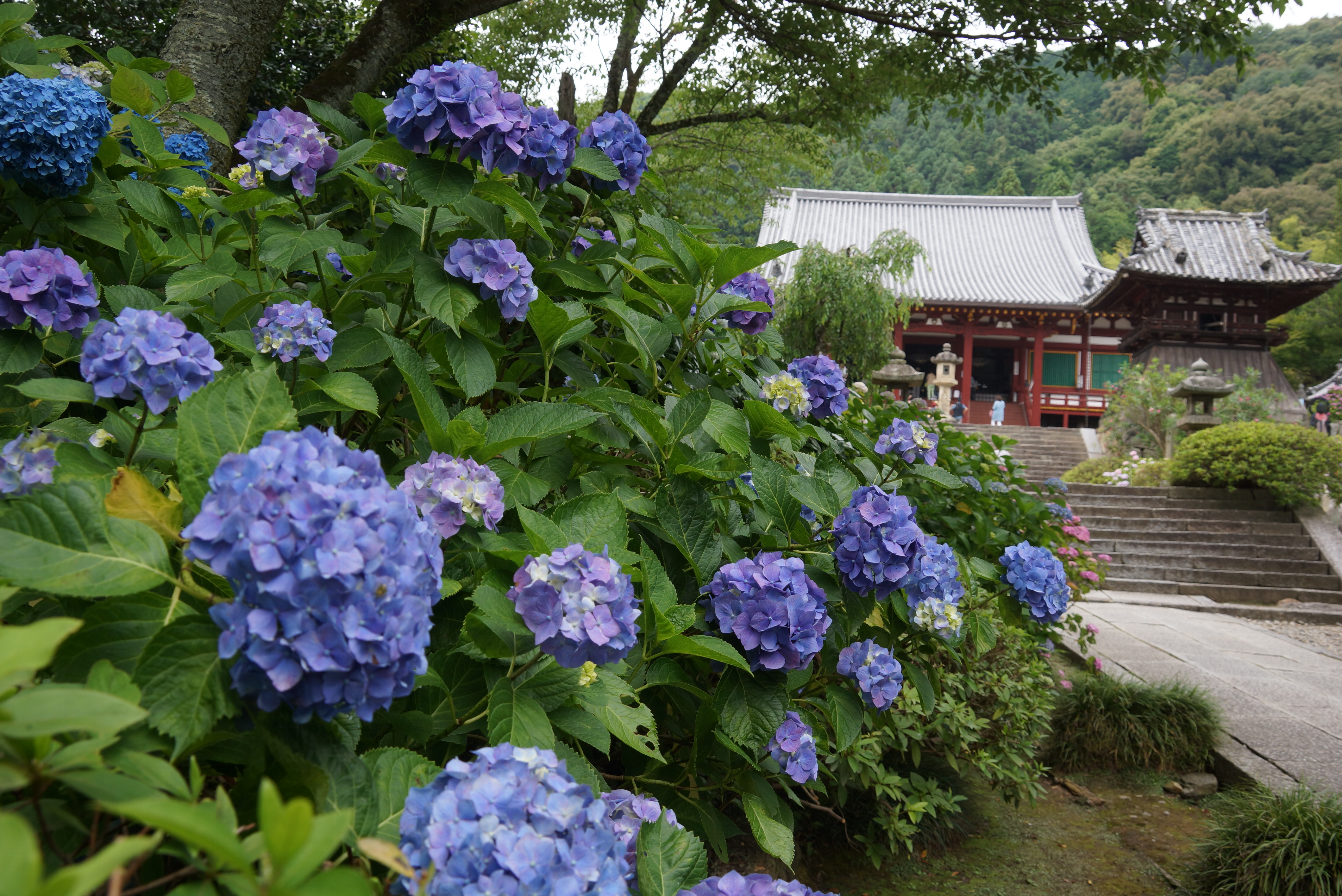
矢田寺

  - 高野山真言宗 矢田山金剛山寺 矢田寺（大和郡山市）
- 和歌山県
  - 天台宗 衣笠山願成寺（海南市）

### 中国
- 島根県
  - 歓喜山月照寺（松江市外中原町）
- 岡山県
  - 大滝山西法院（備前市）
  - 金光山長法寺（津山市井口）
  - 恵龍山大聖寺（美作市）
- 広島県

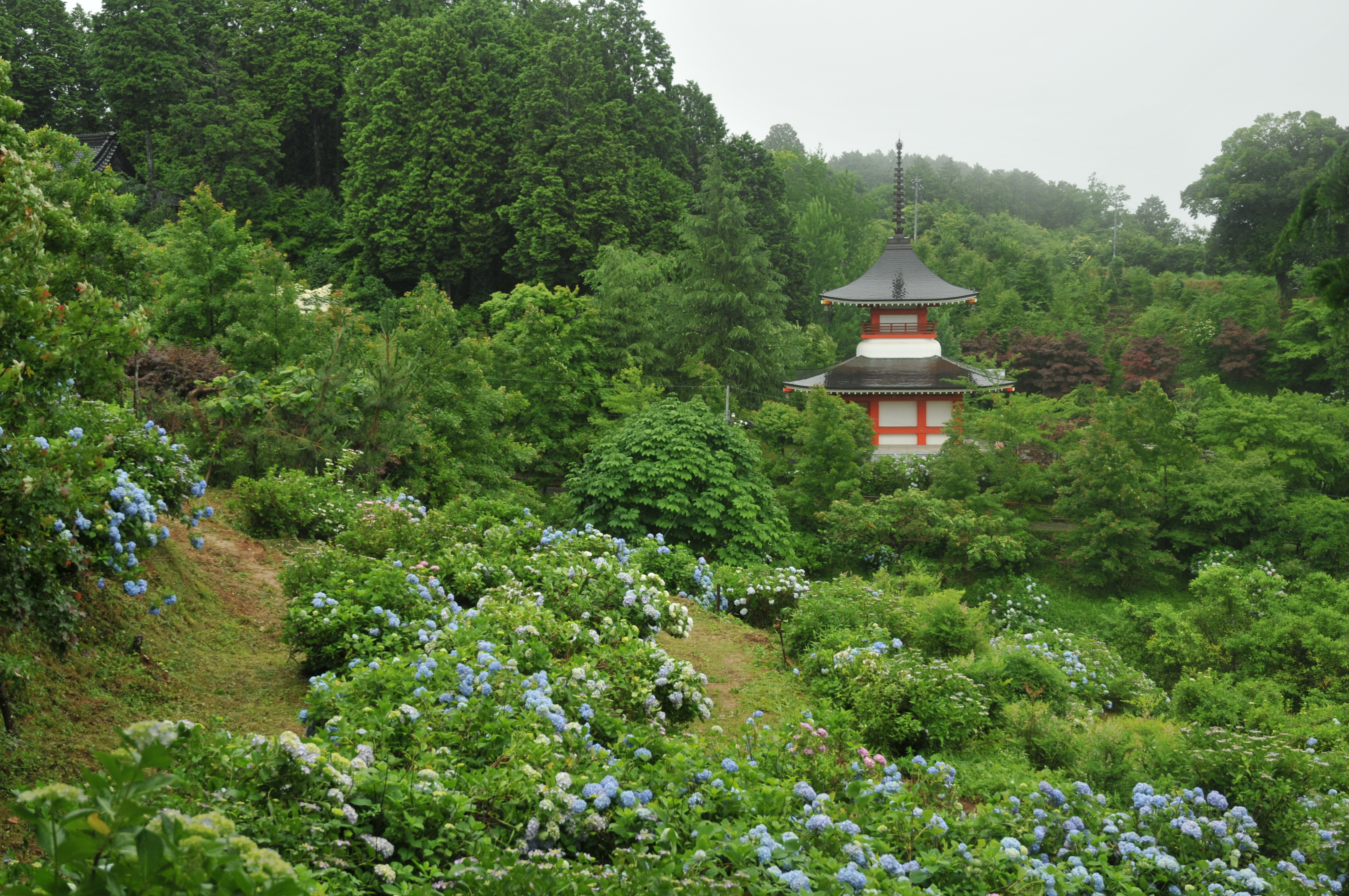
大聖寺

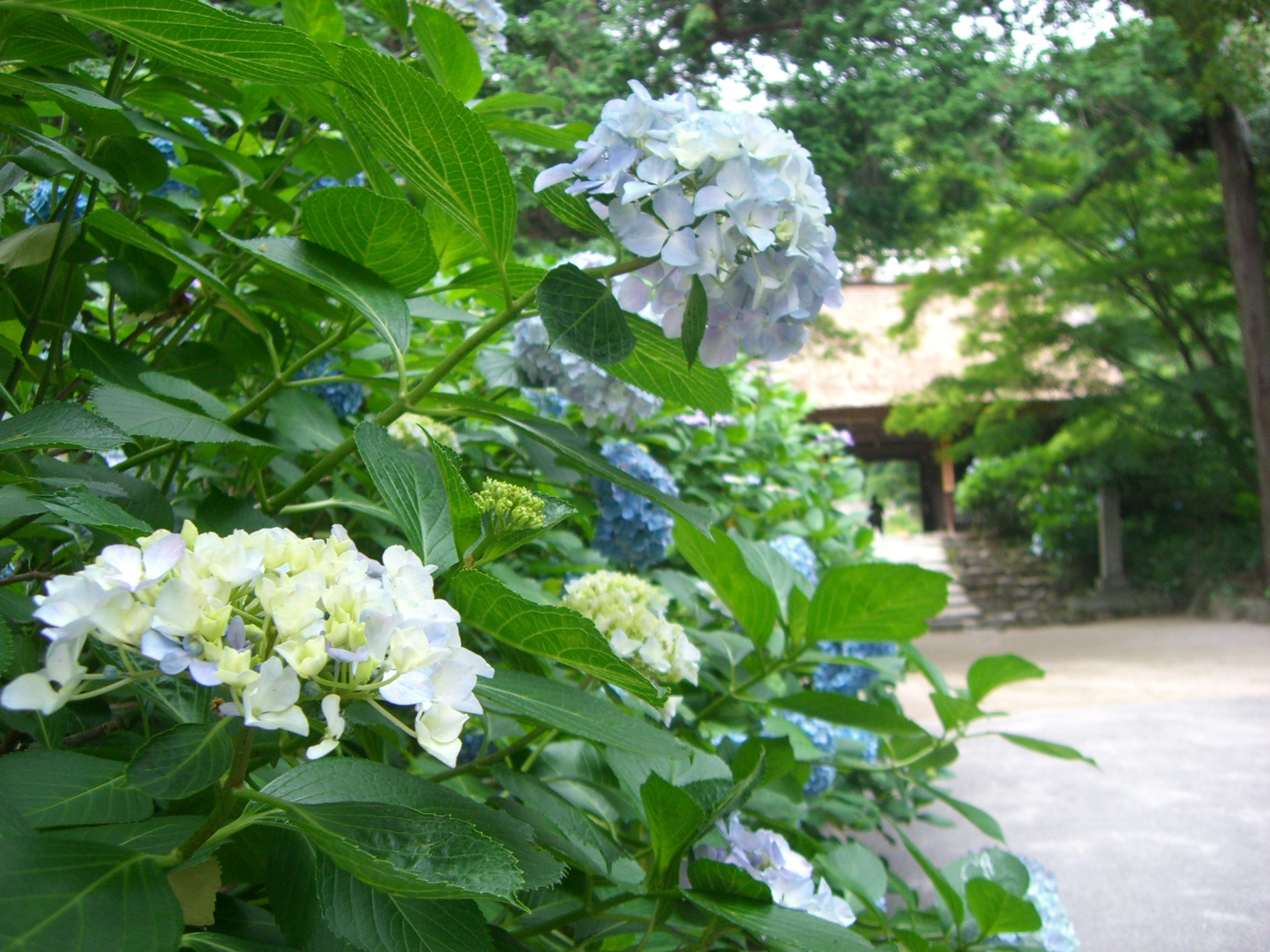
阿弥陀寺

  - 神宮寺（府中市栗柄町）。南宮神社の神宮寺。[14]
- 山口県
  - 華宮山阿弥陀寺（防府市東大別院）
  - 向徳寺（長門市）

### 四国

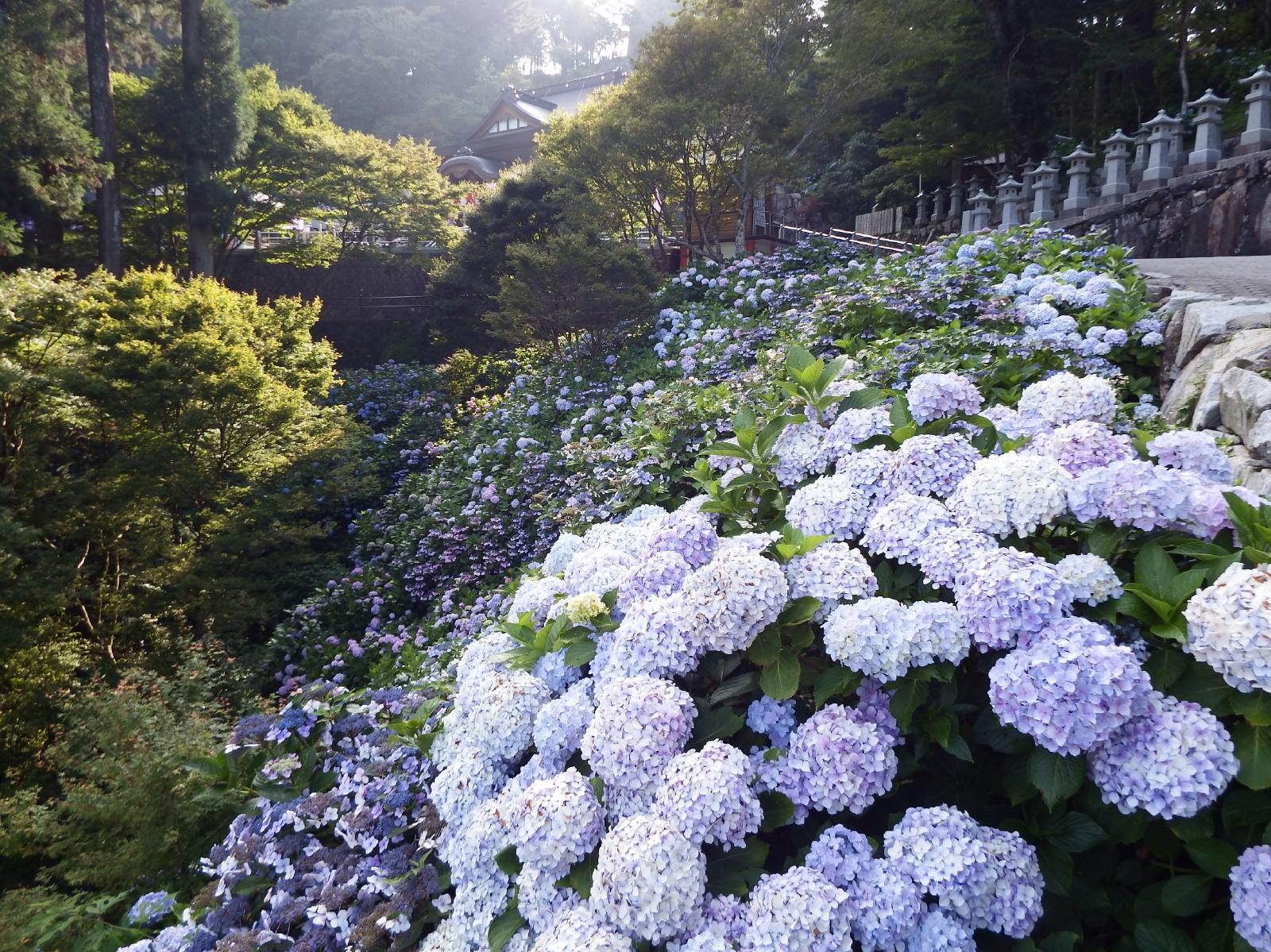
雲辺寺

- 徳島県
  - 雲辺寺（三好市）
  - 熊谷寺（阿波市）
- 香川県
  - 白峯寺（坂出市）
  - 勝名寺（高松市）
- 愛媛県
  - 安城寺（松山市）
- 高知県
  - 父養寺（香南市）

### 九州・沖縄
- 福岡県
  - 曹洞宗 龍護山千光寺（久留米市山本町豊田）
- 大分県
  - 高野山真言宗 筑紫山普光寺（豊後大野市朝地町上尾塚）
- 佐賀県
  - 真言宗大覚寺派 杉岳山大聖寺（杉岳山不動尊）（武雄市北方町大崎）。日本三大不動尊。[15]